# 元徽 (年号)
元徽（473年正月—477年七月）是南朝宋后废帝刘昱的年號，共4年餘。

## 纪年
| 元徽 | 元年  | 二年  | 三年  | 四年  | 五年  |
| ---- | ----- | ----- | ----- | ----- | ----- |
| 公元 | 473年 | 474年 | 475年 | 476年 | 477年 |
| 干支 | 癸丑  | 甲寅  | 乙卯  | 丙辰  | 丁巳  |

## 參看
- 中国年号索引
- 同期存在的其他政权年号
  - 延興（471年八月-476年六月）：北魏政权北魏孝文帝拓跋宏年号
  - 承明（476年六月-十二月）：北魏政权北魏孝文帝拓跋宏年号
  - 太和（477年正月-499年十二月）：北魏政权北魏孝文帝元宏年号
  - 永康（464年-484年）：柔然政权受罗部真可汗予成年号